# The Weinstein Company
The Weinstein Company (TWC) var en amerikansk filmstudio startad 2005 av bröderna Bob Weinstein och Harvey Weinstein, efter de lämnat Miramax Films. Studion var en av de största mini-stora filmstudiorna i Nordamerika såväl som i USA. Företaget ägde bland annat Dimension Films som de köpt av Miramax.
Företaget avskedade medgrundaren och VD:n Harvey Weinstein i oktober 2017, efter att fler än 100 kvinnor anklagat honom för sexuella trakasserier, övergrepp, misshandel och våldtäkt. Som följd av anklagelserna mot Harvey Weinstein, samt de ekonomiska problem som följde, gick studion slutligen i konkurs i februari 2018. Den oberoende studion Lantern Entertainment förvärvade majoriteten av dess filmbibliotek och tillgångar. Medgrundaren och VD:n Bob Weinstein ägde tidigare en liten andel i företaget.

## Historia
De två bröderna började under 1970-talet producera rockkonserter. Efter detta började de distribuera film genom företaget Miramax, döpt efter deras föräldrar, Miriam och Max. 1993 köptes Miramax av The Walt Disney Company och 2005 lämnade bröderna företaget för att starta The Weinstein Company. 2006 startade företaget Our Stories Films som fokusera sig på afroamerikan-orienterad film. Samma år var företaget med och köpte Ovation TV, en TV-kanal med fokus på konst.

## Filmer (i urval)
- Derailed (2005)
- The Libertine (2005)
- Transamerica (2005)
- Sanningen om Rödluvan (2005)
- Master of the Crimson Armor (2005)
- Mrs. Henderson presenterar (2005)
- Wolf Creek (2005)
- Matador (2005)
- Feast (2005)
- Doogal (2006)
- Pulse (2006)
- Lucky Number Slevin (2006)
- Scary Movie 4 (2006)
- Nördskolan (2006)
- Stormbreaker (2006)
- Clerks II (2006)
- Breaking and Entering (2006)
- A Few Days in September (2006)
- Decameron: Angels & Virgins (2007)
- Grindhouse (2007)
- The Last Legion (2007)
- Killshot (2008)
- Inglourious Basterds (2009)
- The King's Speech (2010)
- Scream 4 (2011)
- The Artist (2011)